# Naruha Matsuyuki
Naruha Matsuyuki (jap. 松雪成葉 Matsuyuki Naruha; ur. 5 listopada 1999) – japońska zapaśniczka walcząca w stylu wolnym. Zajęła ósme miejsce na mistrzostwach świata w 2018 roku. 
Brązowa medalistka igrzysk azjatyckich w 2022. Wicemistrzyni Azji w 2020. Pierwsza w Pucharze Świata w 2018 i 2019. 
Wicemistrzyni świata U-23 w 2017 i 2022. Mistrzyni świata juniorów w 2019; trzecia w 2018. Mistrzyni Azji kadetów w 2016 roku.